# María Teresa Herreras
María Teresa Herreras López es una deportista española que compitió en natación adaptada. Ganó doce medallas en los Juegos Paralímpicos de Verano entre los años 1976 y 1984.

## Palmarés internacional
| Juegos Paralímpicos | Juegos Paralímpicos                                        | Juegos Paralímpicos | Juegos Paralímpicos |
| Año                 | Lugar                                                      | Medalla             | Prueba              |
| ------------------- | ---------------------------------------------------------- | ------------------- | ------------------- |
| 1976                | Toronto (Canadá)                                           | Medalla de oro      | 75 m estilos 3      |
| 1976                | Toronto (Canadá)                                           | Medalla de plata    | 25 m mariposa 3     |
| 1976                | Toronto (Canadá)                                           | Medalla de plata    | 50 m braza 3        |
| 1976                | Toronto (Canadá)                                           | Medalla de bronce   | 50 m libre 3        |
| 1980                | Arnhem (Países Bajos)                                      | Medalla de plata    | 25 m mariposa 4     |
| 1980                | Arnhem (Países Bajos)                                      | Medalla de plata    | 100 m braza 4       |
| 1980                | Arnhem (Países Bajos)                                      | Medalla de plata    | 100 m espalda 4     |
| 1980                | Arnhem (Países Bajos)                                      | Medalla de plata    | 200 m estilos 4     |
| 1980                | Arnhem (Países Bajos)                                      | Medalla de bronce   | 100 m libre 4       |
| 1984                | Nueva York (Estados Unidos) Stoke Mandeville (Reino Unido) | Medalla de oro      | 50 m braza L3       |
| 1984                | Nueva York (Estados Unidos) Stoke Mandeville (Reino Unido) | Medalla de oro      | 50 m libre L3       |
| 1984                | Nueva York (Estados Unidos) Stoke Mandeville (Reino Unido) | Medalla de plata    | 50 m espalda L3     |